# Брук
Брук (фр. Brouck) насеље је и општина у североисточној Француској у региону Лорена, у департману Мозел која припада префектури Буле Мозел.
По подацима из 2011. године у општини је живело 89 становника, а густина насељености је износила 29,87 становника/km². Општина се простире на површини од 2,98 km². Налази се на средњој надморској висини од 330 метара (максималној 357 m, а минималној 283 m).

## Демографија
| 1962. | 1968. | 1975. | 1982. | 1990. | 1999. | 2011. |
| ----- | ----- | ----- | ----- | ----- | ----- | ----- |
| 37    | 52    | 59    | 59    | 78    | 66    | 89    |

График промене броја становника у току последњих година